# Al-Fil
Al-Fil “O Elefante” (do árabe: سورة الفيل ) é a centésima quinta sura do Alcorão e tem 5 ayats.